# 南沙織ヒット全曲集 -1976年版-
『南沙織ヒット全曲集』（みなみさおりヒットぜんきょくしゅう）は、南沙織のベスト・アルバム。1976年11月1日発売。発売元はCBSソニー。

## 解説
- シングル・ナンバー10曲とアルバム・ナンバー2曲で構成された、ベストアルバム。
- 全く同じタイトルのベスト盤が、2年前の1974年11月1日と前年の1975年11月1日にもリリースされている。1974年版は4チャンネルステレオ仕様の楽曲も含み、1975年版はシングル・セレクション。詳細はそれぞれ『南沙織ヒット全曲集 -1974年版-』と『南沙織ヒット全曲集 -1975年版-』を参照されたい。
- 13thアルバム『素顔のままで』ではアルバム・ヴァージョンで収録された「気がむけば電話して」は、当作品ではシングル・ヴァージョンで収録された。
- アルバム単体作品としてはCD復刻化はされていないが、全楽曲は既に他アイテムでCD化済み。例えば、ソニーミュージックのインターネット・サイト「Sony Music Shop」で通販専用商品として現行販売されている6枚組CD-BOX『Cynthia Memories』に全12曲すべてが収録されている（「哀愁のページ」は別ヴァージョン）。

## 収録曲

### Side A
1. 哀しい妖精
  - 作詞: 松本隆、作曲: ジャニス・イアン、編曲: 萩田光雄
2. ひとねむり
  - 作詞: 落合恵子、作曲: 筒美京平、編曲: 林哲司
3. 哀愁のページ
  - 作詞: 有馬三恵子、作曲・編曲: 筒美京平
4. 夜霧の街
  - 作詞: 有馬三恵子、作曲・編曲: 筒美京平
5. バラのかげり
  - 作詞: 有馬三恵子、作曲・編曲: 筒美京平
6. 人恋しくて
  - 作詞: 中里綴、作曲: 田山雅充、編曲: 水谷公生

### Side B
1. 青春に恥じないように
  - 作詞: 荒井由実、作曲: 川口真、編曲: 萩田光雄
2. 青春の絆
  - 作詞: 有馬三恵子、作曲: 梅垣達志、編曲: 馬飼野康二

13thアルバム『素顔のままで』（1976.4.21）収録
3. 想い出通り
  - 作詞: 有馬三恵子、作曲: 筒美京平、編曲: 萩田光雄
4. 早春の港
  - 作詞: 有馬三恵子、作曲・編曲: 筒美京平
5. 素顔のままで
  - 作詞: 中里綴、作曲: 田山雅充、編曲: 水谷公生

13thアルバム『素顔のままで』収録
6. 気がむけば電話して
  - 作詞: 中里綴、作曲: 田山雅充、編曲: 萩田光雄

## 関連作品
- ヒット全曲集シリーズ
  - 南沙織ヒット全曲集 -1974年版-
  - 南沙織ヒット全曲集 -1975年版-

## 関連人物
- 有馬三恵子
- 田山雅充
- 筒美京平
- 中里綴